# Ingvar Kamprad
Feodor Ingvar Kamprad (Pjätteryds, 30 de marzo de 1926-Liatorp, 27 de enero de 2018) fue un empresario sueco, fundador de IKEA, la mayor empresa de muebles a nivel mundial.
Una investigación realizada por una periodista de la televisión sueca reveló que Kamprad no solo perteneció al SSS, sino que tomó parte activa en sus actividades.

## Biografía
Nació en el sur de Suecia en 1926 y se crio en la granja paterna llamada Elmtaryd, cerca del pequeño pueblo de Agunnaryd, en la provincia sueca de Småland. Su abuelo, un pariente lejano de Hindenburg e hijo de un terraniente de Turingia (Alemania), había emigrado a Suecia en 1896.
Creó su empresa en 1943 con el dinero que había recibido como regalo de su padre por haber sacado buenas notas. Registró entonces el nombre IKEA: las dos primeras letras (I y K), por las iniciales de su nombre y apellido, y las dos últimas (E y A), por los nombres de la granja (Elmtaryd) y el pueblo (Agunnaryd) donde había crecido. 
Se dio cuenta de que podía comprar cerillas muy baratas al por mayor y venderlas al por menor a un precio económico, obteniendo un margen de beneficios. Poco a poco fue ampliando su pequeño negocio, vendiendo además pescado, objetos decorativos para árboles de Navidad, semillas, carteras y, posteriormente, lápices y bolígrafos.
Cinco años después empezó a vender muebles y consiguió vender su primer sillón. En 1951, IKEA editó el primer catálogo de muebles. En 1953 organizó la primera exposición de productos IKEA. El éxito de sus iniciativas fue tan notable que el gremio de vendedores de muebles de Suecia comenzó a presionar a los fabricantes para que dejaran de suministrar productos a IKEA, la cual llegó a ser excluida de las ferias nacionales más importantes del sector.
Este clima de hostilidad contribuyó a que Ingvar Kamprad tomara una serie de decisiones que marcaron el futuro de lo que hoy es el grupo IKEA: Diseñar y fabricar sus propios muebles y salir al extranjero, tanto para comprar materias primas (principalmente en países asiáticos), como para inaugurar nuevos puntos de venta fuera de Suecia.
En 1986 dejó la dirección de la compañía y la delegó en sus hijos, asumiendo el puesto de asesor. 
En 1994, cuando se publicaron las cartas personales del activista fascista Per Engdahl tras su muerte, se descubrió que Ingvar Kamprad se había hecho miembro del grupo pronazi de Engdahl. No se sabe cuándo se dio de baja en el grupo, pero fue amigo de Engdahl hasta principios de los años 1950. Kamprad se ha referido a estos detalles de su pasado como «su mayor error» y posteriormente escribió cartas a todos los empleados judíos de IKEA pidiendo disculpas. También reconoció haber sido alcohólico.
En 2011 murió su segunda esposa, Margaretha Stennert, a quien había conocido durante un viaje en Capri (Italia) y con quien se casó en 1963.
Tras vivir en Lausana (Suiza), en junio de 2013 anunció que se mudaría a una finca en Älmhult, en el sur de Suecia, muy cerca de su localidad de nacimiento donde había montado su primera tienda en 1953, una década después de fundar la compañía cuando tenía 17 años. La mudanza se produciría «probablemente» durante el otoño de 2013, y Kamprad pagaría impuestos en Suecia. En 2013 anunció su decisión de abandonar el consejo de administración, que dejó en manos de uno de sus hijos, Mathias Kamprad. El empresario tenía cuatro hijos y llevaba una vida relativamente austera, llegando incluso a utilizar el transporte público a pesar de ser uno de los hombres más adinerados del mundo.

## Muerte
Falleció a los 91 años. La compañía explicó en un comunicado de prensa: «Ingvar Kamprad, fundador de IKEA e Ikano y uno de los grandes empresarios del siglo XX, ha fallecido el 27 de enero en su hogar de Småland (Suecia) en calma y rodeado por sus seres queridos. Su muerte se ha producido a los 91 años de edad y a causa de una corta enfermedad.»

## Vida personal
Kamprad se casó en dos ocasiones. De su primer matrimonio con Kerstin Wadling, tuvo una hija adoptada: Annika Kihlbom. Se divorció en 1960 y en 1963 se casó con Margaretha Stennert, con quien tuvo tres hijos: Peter, Jonas y Mathias.